# Stanisław Ropelewski
Stanisław Ropelewski h. Nałęcz (ur. 15 stycznia 1813 lub 1814 w Sulejowie, zm. 17 lipca 1865 w Górze) – polski krytyk literacki i poeta, powstaniec listopadowy. Większość prac publikował anonimowo lub pod pseudonimami Z.K. lub Nałęcz.

## Życiorys
Po upadku powstania wyemigrował do Paryża, skąd wziął udział w wyprawie Józefa Zaliwskiego w 1833. W 1834 współzałożył Towarzystwo Słowiańskie. Znany z krytyki Juliusza Słowackiego, którego wyzwał w 1841 na pojedynek, z którego Ropelewski się wycofał. Od 1844 do 1845 był wykładowcą historii w Szkole Narodowej Polskiej w Paryżu. W stolicy Francji przebywał do 1848, skąd przeniósł się do Wielkopolski.